# Tradução móvel
A tradução móvel é qualquer dispositivo electrónico ou aplicação de software que fornece tradução áudio. O conceito inclui qualquer dispositivo electrónico portátil concebido especificamente para a tradução áudio Inclui também qualquer serviço de tradução automática ou aplicação de software para dispositivos portáteis, incluindo telemóveis, Pocket PCs e PDAs. A tradução móvel fornece aos utilizadores de dispositivos portáteis a vantagem da tradução instantânea e não mediada de uma língua humana para outra, normalmente contra uma taxa de serviço que é, no entanto, significativamente menor do que a cobrada por um tradutor humano.
A tradução móvel faz parte da nova gama de serviços oferecidos aos utilizadores de comunicações móveis, incluindo posicionamento de localização (serviço GPS), e-wallet (banco móvel), leitura de cartões de visita/códigos de barras/texto, etc.
Baseia-se na programação informática na esfera da linguística computacional e dos meios de comunicação do dispositivo (ligação à Internet ou SMS) para funcionar.

## História
Um sistema de tradução que permite aos japoneses trocar conversas com cidadãos estrangeiros através de telemóveis foi desenvolvido pela primeira vez em 1999 pelo Advanced Telecommunications Research Institute International-Interpreting Telecommunications Research Laboratories, com sede em Kansai Science City, Japão. As palavras faladas no dispositivo móvel são traduzidas para a língua alvo e depois enviadas como voz para o telemóvel do outro utilizador.
O software de tradução automática para dispositivos portáteis com capacidades de tradução de texto, SMS e correio electrónico, foi lançado comercialmente em 2004 pela Transclick e uma patente foi emitida à Transclick para SMS, correio electrónico e tradução IM em 2006.
Em Novembro de 2005, outra empresa japonesa, NEC Corporation, anunciou o desenvolvimento de um sistema de tradução que poderia ser carregado em telemóveis. Este sistema de tradução móvel poderia reconhecer 50.000 palavras japonesas e 30.000 palavras inglesas, e poderia ser utilizado para traduções simples em viagem. No entanto, só em Janeiro de 2009 é que a NEC Corporation demonstrou oficialmente o seu produto.
Os avanços tecnológicos na miniaturização de dispositivos informáticos e de comunicação tornaram possível a utilização de telemóveis na aprendizagem de línguas. Entre os primeiros projectos estavam os programas de estudo em espanhol que incluíam a prática de vocabulário, questionários e traduções de palavras e frases. Pouco depois, foram desenvolvidos projectos utilizando telemóveis para ensinar inglês numa universidade japonesa Em 2005, mudaram o seu foco para o ensino de vocabulário por SMS. Foi criado um programa semelhante para aprender italiano na Austrália. Frases vocabulares, questionários e frases curtas foram enviadas por SMS.

## Funções técnicas
A fim de suportar o serviço de tradução automática, um dispositivo móvel tem de ser capaz de comunicar com computadores externos (servidores) que recebem o texto/escrita introduzido pelo utilizador, traduzem-no e enviam-no de volta ao utilizador Isto é normalmente feito através de uma ligação à Internet (WAP, GPRS, EDGE, UMTS, Wi-Fi) mas algumas aplicações anteriores utilizavam SMS para comunicar com o servidor de tradução.
A tradução móvel não deve ser confundida com os dicionários (falantes) editáveis pelo utilizador e livros de frases que já estão generalizados e disponíveis para muitos dispositivos portáteis e que normalmente não requerem ligação à Internet no dispositivo móvel.

### Características
A tradução móvel pode incluir uma série de características úteis, auxiliares da tradução de texto que constitui a base do serviço. Enquanto o utilizador pode introduzir texto utilizando o teclado do dispositivo, pode também utilizar texto preexistente sob a forma de mensagens de correio electrónico ou SMS recebidas no dispositivo do utilizador (tradução de correio electrónico/SMS). É também possível enviar uma mensagem traduzida, contendo opcionalmente o texto original, bem como a tradução.
Algumas aplicações móveis de tradução também oferecem serviços adicionais que facilitam ainda mais o processo de comunicação traduzida, como por exemplo:
- geração de fala (síntese de fala), onde o texto (traduzido) pode ser transformado em fala humana (por um computador que torna a voz de um falante nativo da língua de destino);
- reconhecimento da fala, onde o utilizador pode falar com o dispositivo que irá gravar a fala e enviá-la para o servidor de tradução para a converter em texto antes de a traduzir;
- tradução de imagens, onde o utilizador pode tirar uma fotografia (utilizando a câmara do dispositivo) de algum texto impresso (um sinal de trânsito, um menu de restaurante, uma página de um livro, etc.), mandar a aplicação enviá-la para o servidor de tradução que aplicará a tecnologia de Reconhecimento Óptico de Caracteres (OCR), extrair o texto, devolvê-lo ao utilizador para edição (se necessário) e depois traduzi-lo para a língua escolhida
- interpretação de voz, onde o utilizador pode seleccionar a combinação linguística necessária e depois ligar-se automaticamente a um intérprete ao vivo
- tradução de chamadas telefónicas, onde o utilizador pode conversar com outras partes através de um tradutor móvel, que utiliza as características de reconhecimento de voz e gerador de voz, embora com uma optimização adicional para este método de comunicação (por exemplo, uma sensibilidade diferente ao microfone)[6]

### Línguas suportadas
Recentemente, tem havido um aumento notável do número de pares de línguas oferecidos para tradução automática em dispositivos móveis. Enquanto os fornecedores de serviços japoneses tradicionalmente oferecem tradução cruzada para japonês, chinês, inglês e coreano, outros podem oferecer tradução de e para mais de 20 línguas, ou mais de 200 pares de línguas, incluindo a maioria das línguas latinas.
A geração da fala é, no entanto, limitada a uma pequena parte do acima mencionado, incluindo inglês, espanhol, italiano, francês, chinês, etc. A tradução de imagens depende das línguas disponíveis no OCR.

## Benefícios e restrições tecnológicos

### Vantagens
Ter à disposição uma tradução automática portátil em tempo real tem uma série de utilizações práticas e vantagens.
- Mobilizar a tradução humana: os tradutores humanos podem utilizar ferramentas móveis de tradução para traduzir onde e quando os tradutores humanos já não têm de trabalhar com software de tradução desktop.
- Viajando: A tradução móvel em tempo real pode ajudar as pessoas que viajam para um país estrangeiro a fazer-se entender ou compreender os outros.
- Redes de negócios: A condução de discussões com (potenciais) clientes estrangeiros utilizando a tradução móvel poupa tempo e dinheiro, e é instantânea A tradução móvel em tempo real é uma alternativa muito mais barata aos centros de chamadas multilingues utilizando tradutores humanos. O trabalho em rede dentro de equipas multinacionais também pode ser muito facilitado utilizando o serviço.
- Globalização do trabalho em rede social: A tradução móvel permite conversar e enviar mensagens de texto com amigos a um nível internacional Novos amigos e associados poderiam ser feitos ultrapassando a barreira linguística.
- Aprendizagem de uma língua estrangeira: Aprender uma língua estrangeira pode ser mais fácil e menos dispendioso utilizando um dispositivo móvel equipado com tradução automática em tempo real. As estatísticas revelam que a maioria dos estudantes universitários possuem telemóveis e descobrem que aprender uma língua estrangeira através do telemóvel se revela mais barato do que num PC Além disso, a portabilidade dos telemóveis torna conveniente para os estudantes de línguas estrangeiras estudar fora da sala de aula em qualquer lugar e no seu próprio tempo.

### Desafios e desvantagens
Os avanços da tecnologia móvel e dos serviços de tradução automática ajudaram a reduzir ou mesmo eliminar algumas das desvantagens da tradução móvel, tais como o tamanho reduzido do ecrã do dispositivo móvel e o teclado de um dedo. Muitos dos novos dispositivos portáteis vêm equipados com um teclado QWERTY e/ou um ecrã sensível ao toque, bem como o reconhecimento da escrita à mão, o que aumenta significativamente a velocidade de digitação. Após 2006, a maioria dos novos telemóveis e dispositivos começaram com ecrãs grandes com resoluções maiores de 640 x 480 px, 854 x 480 px, ou mesmo 1024 x 480 px, o que dá ao utilizador espaço visível suficiente para ler/escrever textos grandes. Em 2011, a chamada tecnologia de tradução híbrida, foi introduzida pela myLanguage  através da sua aplicação móvel Vocre, que se baseia em grande parte em dados linguísticos provenientes de multidões.
No entanto, o desafio mais importante que a indústria da tradução móvel enfrenta é a qualidade linguística e comunicativa das traduções. Embora alguns fornecedores afirmem ter alcançado uma precisão de até 96%, ostentando tecnologia proprietária capaz de compreender expressões idiomáticas e gírias, a tradução automática ainda é distintamente de qualidade inferior à da tradução humana e deve ser utilizada com cuidado se os assuntos traduzidos requerem correcção.
Um método que tem sido utilizado para mitigar a falta de precisão na tradução móvel, é a aprendizagem ontológica combinada com a extracção de terminologia para identificar frases frequentemente utilizadas, interpretação semântica para determinar o contexto e significado correcto de uma dada frase, e implementação de uma estrutura de dados para armazenar as nuances encontradas nos termos e frases multi-meios anteriores. Esta combinação de estruturas básicas de tradução em conjunto com algoritmos de aprendizagem automática é o que torna este método multi-fase tão preciso, e também lhe dá a capacidade de se tornar progressivamente mais preciso; a implementação desta estrutura de uma forma fácil de utilizar continua a ser um grande desafio para os criadores de aplicações de tradução.
Uma desvantagem que deve ser mencionada é a exigência de uma ligação estável à Internet no dispositivo móvel do utilizador. Uma vez que o método SMS de comunicação com o servidor de tradução provou ser menos eficiente que o envio de pacotes de dados - devido ao limite de comprimento da mensagem (160 caracteres) e ao custo mais elevado dos SMS em comparação com as taxas de tráfego da Internet - a conectividade à Internet em dispositivos móveis é uma obrigação, enquanto que a cobertura em algumas áreas não urbanas ainda é instável.